# سكوت سوندكويست
سكوت سوندكويست (بالإنجليزية: Scott Sundquist)‏ هو موسيقي أمريكي، ولد في 7 مارس 1951 في أبردين في الولايات المتحدة.